# ジョナタン・イセニア
ジョナサン・ヘスス・イセニア（Jonatan Jezus Isenia, 1993年3月31日 - ）は、オランダ領アンティルのキュラソー島ウィレムスタッド出身のプロ野球選手（投手）。右投右打。

## 経歴
2011年11月23日にボルチモア・オリオールズとマイナー契約を結んだ。
2012年はルーキー級ドミニカン・サマーリーグ・オリオールズで13試合に登板し、0勝1敗、防御率1.47だった。
2013年開幕前の3月に開催された第3回WBCのオランダ代表に選出された。しかし、第2ラウンドで負傷し離脱した。代役はケンリー・ジャンセンが務めた。シーズンはルーキー級ガルフ・コーストリーグ・オリオールズで13試合に登板し、1勝2敗1セーブ、防御率3.24だった。

## 詳細情報

### 代表歴
- 2013 ワールド・ベースボール・クラシック・オランダ代表